# Sulfure de fer(II,III)
Pour les articles homonymes, voir Sulfure de fer.
Le sulfure de fer(II,III) est un composé chimique bleu-noir (parfois rosâtre) de formule Fe3S4 ou FeS·Fe2S3, qui est très similaire à l'oxyde de fer(II,III). Il existe naturellement dans le sulfure minéral greigite et est magnétique. C'est un bio-minéral produit et trouvé dans les bactéries magnétotactiques. C'est un composé à valence mixte, possédant des centres Fe2+ et Fe3+, dans un rapport 1:2.

## Structure cristalline
La maille élémentaire est cubique, de groupe d'espace Fd3m. Les anions S2- forment un réseau cubique à faces centrées, et les cations Fe occupent les sites tétraédriques et octaédriques,.
|                                 |
| Emphase sur les tétraèdres SFe4 |

|                                 |
| Emphase sur les tétraèdres FeS4 |

|                                |
| Emphase sur les octaèdres FeS6 |

## Propriétés magnétiques et électroniques
Comme l'oxyde apparenté magnétite (Fe3O4), le sulfure de fer(II,III) est ferrimagnétique, avec les moments magnétiques de spin des centres FeIII situés dans les sites tétraédriques orientés dans la direction inverse de ceux situés dans les sites octaédriques, donnant une aimantation nette. Les deux sites métalliques ont des nombres quantiques de spin élevés. La structure électronique de la greigite est celle d'un semimétal,.